# Ajtó

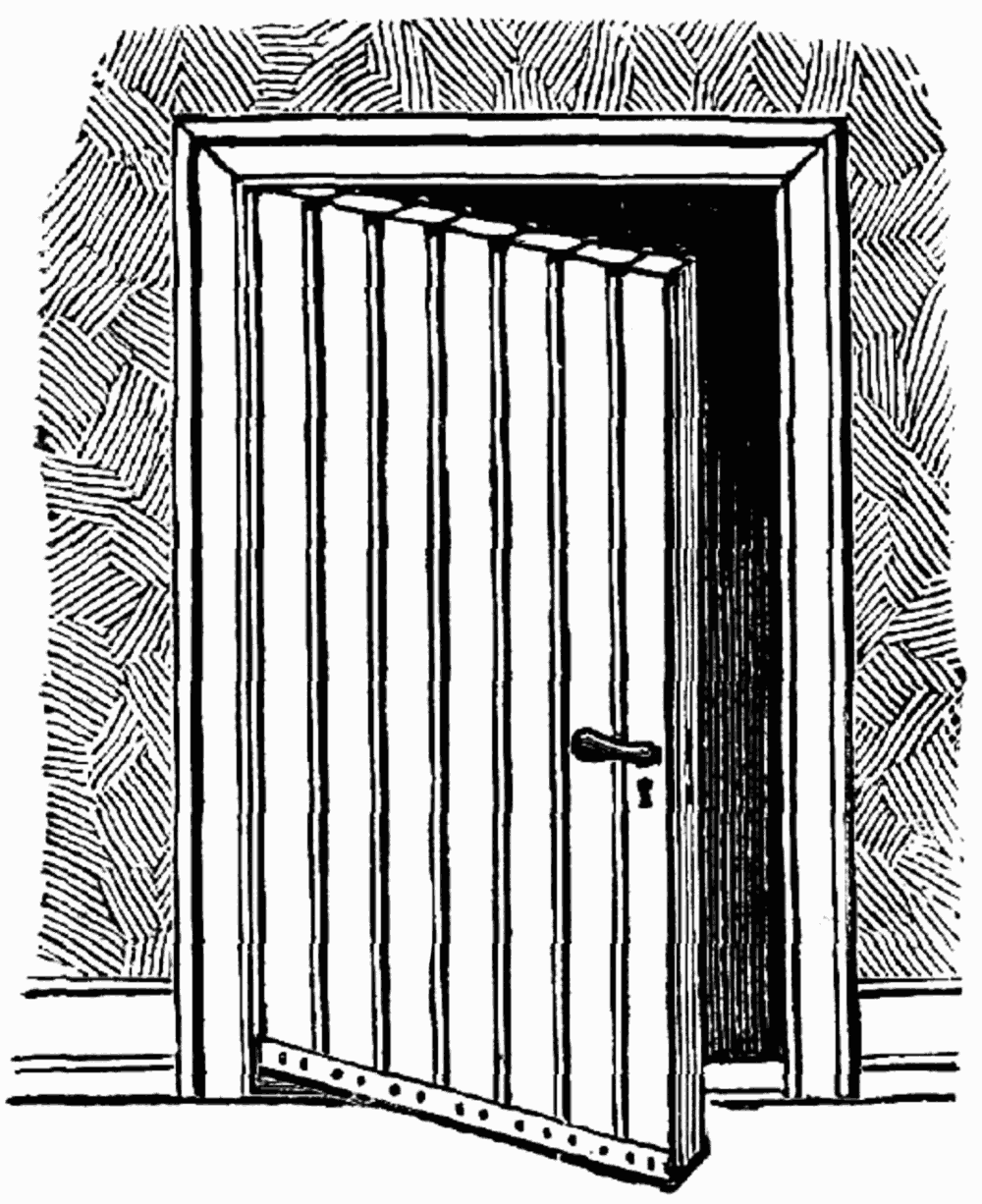
Falécekből készült egyszerű ajtó ábrája

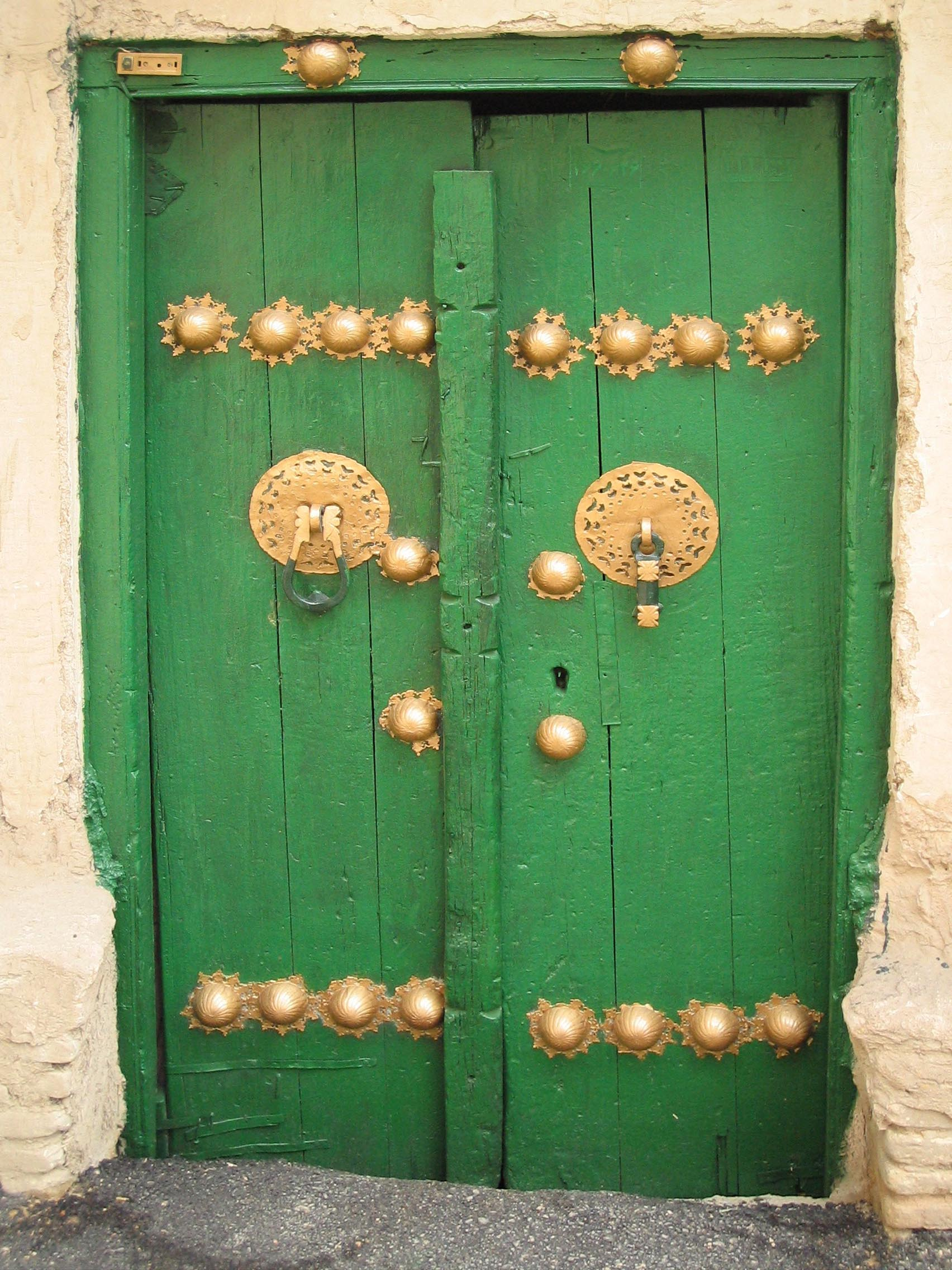
Régi díszes kétszárnyú faajtó Iránban

Az ajtó ki- és bejárásra szolgáló nyílás, mely legtöbbször be is zárható. Helyzete szerint egy épületben van külső és belső ajtó, utca-, udvar- és szobaajtó.

## Leírása
A nyílás alakja a legtöbb stílusban hosszúkás álló téglalap, melynek magassága szélességének másfélszerese; lehet azonban fölül félköríves, szegment vagy csúcsíves is. Az építészet az ajtót kerettel díszíti, ami természetesen az épület stílusa szerint változik. A külső ajtó kerete lehet kváderozott, sámbrános, pilléres, oszlopos, fölül többé-kevésbé gazdag párkányzattal koronázva. Ha az ajtó annyira szélesedik, hogy azon kocsik is bejárhatnak, akkor kapu a neve. A műemléképületek kapuját vagy ajtaját, különösen a templom ajtaját, azt díszítő architektúrával egyetemben portálénak hívják. Az ajtók anyaga lehet fa vagy fém: külső ajtókat, különösen kapukat célszerű keményfából legtöbbnyire tölgyfából készíteni; a belső ajtóhoz puhafát használnak, mely lehet vörösfenyő, erdei-, vagy lucfenyő. A puhafát gyakran kérgelve (furnérozva) alkalmazzák. Fémet vagy biztonsági szempontból használnak, mint pl. acélt a pénztárszobák ajtajánál, vagy pl. a bronzot műemlékszerű épületek bejáratainál nagyobb tartósság és dekoratív szépítés céljából. Szélességük szerint vannak egyszárnyú és kétszárnyú ajtók. Lakóhelyiségek egyszárnyú ajtóinak szélessége 0,65 m-től 1,10 m-ig, a kétszárnyú ajtóké 1,25 m-től 1,50 m-ig terjed. Magasságuk 2,20 m-től 3,40 m-ig. Kocsibejárók legalább 2,50 m, a csűrkapuk 3-4,50 m szélesek.
Az ajtókat a falazathoz az ajtóragasztó vagy ajtótok erősíti; ez ismét lehet ácstok, béléstok, pallótok és deszkatok (parapettok). A tokok mineműsége szerint el is nevezik az ajtókat ácstokos, béléstokos stb. ajtóknak. Az ajtónál, éppen úgy, mint az ablakoknál, megkülönböztetik a kőműves vagy kőfaragó, az ács és asztalos, a lakatos és mázoló munkáját. Kőműves és kőfaragó-munka. Külső ajtóknak kávát készítenek, melynek az a rendeltetése, ami az ablakkávának, csak méretei nagyobbak. Az ajtószemöldök a felső befejező rész; ez lehet horizontálisan, vagy ívben falazva vagy kőből készítve. Az alsó része az ajtónak az ajtóküszöb, mely külső ajtóknál rendesen kő, belső ajtóknál keményfa. Az ajtó ács- és asztalosmunkákhoz tartoznak; 1. a föntebb említett tokok, melyeket többnyire az ács készít és 2., az ajtó szárnyai, melyeknek mineműsége és szerkezete szerint az ajtókat ismét elnevezik: léc-, deszka-, hevederes, zsalu és vésett vagy táblás ajtóknak. A léc-, deszka- és hevederes ajtók külsők, vagy alárendeltebb belső helyiségek ajtói, azokat az ács is készítheti. A zsalu ajtók istállóknál és színeknél alkalmazhatók leginkább. A vésett vagy táblás ajtók a lakóhelyiségek belső ajtói, és ha egyszárnyúak, keresztajtóknak is neveztetnek. Ha a kisebb keresztajtót a falak kárpitja elfödi, mintegy elrejti, akkor kárpitozott vagy tapétaajtó a neve. A vésett ajtók szárnyai a rámákból és a mezőket kitöltő táblákból állanak; az oldalsó rész: az ajtó fél béléssel; a bélés széleit két oldalt a falon az úgynevezett ajtósámbránnal vagy ajtókerettel borítják. A belső ajtóknál a keretet fölül a szemöldökön gyakran díszesebb párkánnyal, konzolokkal stb. koronázzák, mely díszítmények «supra-port» (franc. dessus de parte) elnevezés alatt ismeretesek.
Az ajtó lakatosmunkájához, amit vasalásnak neveznek, tartoznak: a pántok, melyeken az ajtó forog; ilyenek a gyűrűs-, a könyökös-, az egyszerű, a kereszt-, a szög-, a szárnyas és a csuklóspántok (szobaajtókon most leginkább a szárnyas pántokat alkalmazzák); az ajtózárak kilincsből és kulcsszekrényből állnak (ha a kulcsszekrény a rámába be van vésve, akkor vésett zárnak nevezik), a pajzsból és a reteszből; a tolók, hüvelyek stb. Újabban hengerbetétes és elektromosan záródó ajtókat is használunk, akár elektronikus kódkulccsal vagy biometrikus azonosítóval (ujjredőzet, szaruhártya) nyitással. Szintén az ajtószárnyak megvasalási módja szerint megkülönböztetnek még ki- és befelé nyíló ajtókat, valamint automatikusan záródó ajtókat is. A szárnyas ajtókon kívül vannak még tolóajtók, billenő- és forgóajtók is.

## Története
Szárnyas ajtót az ókorban inkább csak az épület főbejáratánál alkalmaztak, az ajtószárnyakat szőnyegek, függönyök helyettesítettek. A legrégibb ajtók fából voltak, kívül és belül fémlemezekkel borítva, melyek vastag fejű szögekkel voltak a fához erősítve. Szíriában egyetlen darab kőlemezből álló ajtókat is találtak az ókeresztény korszakból. A teljesen vert fémből való vagy öntött fémajtók is már régen voltak használatban. A román stílus korszakából a reánk maradt fémajtók közül nevezetesebbek a hildesheimi és augsburgi székesegyházé és a veronai San Zeno templomé. A csúcsíves korszak templomaiban és középületéiben külső ajtóknak leginkább kettős rétegű deszka ajtókat használt és azokat kacskaringós pántokkal (ablakszarv) rendkívül gazdagon díszítette, pl. a párizsi Notre-Dame főbejáró ajtói. A reneszánsz korszak leghíresebb öntött fém ajtói közé tartoznak a firenzei Baptisterium reliefekkel ékes bronz ajtói, melyek közül az egyik Andrea Pisano; a másik kettő pedig Lorenzo Ghiberti műve. Ugyancsak ebben a korszakban kezdenek a máig is használt belső vésett ajtók szerepelni.

## Beltéri ajtó

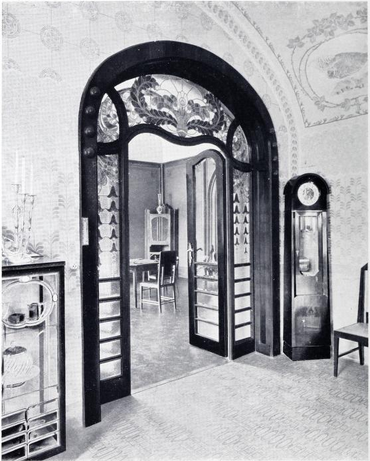
Üvegmozaikos beltéri ajtó (1907)

A beltéri ajtók elsődleges funkciója a térelválasztás, de ezen túl berendezési tárgyaknak is tekinthetők, ebből adódik különböző esztétikai kialakításuk. Napjainkban a beltéri ajtók választék tekintetében igen nagy, bár szerkezetük hasonló. Új technológiai gyártásnak köszönhetően a beltéri ajtók nem vetemednek meg az idő múlásával, főként, ha azok szakszerűen kerülnek beépítésre és megfelelően karban vannak tartva. A beltéri ajtók ma már nem tömör faanyagból készülnek, hanem többrétegű ragasztott faanyag tömböket használnak alapanyagként, általában borovi fenyőből vagy erdeifenyőből.
A kész beltéri ajtók utólag kerülnek beépítésre az ajtónyílásokba a vakolást követően. Ez azért fontos, mert a kezeletlen ajtók így nem vesznek fel nedvességet a falból. A beltéri ajtótokok szelvény kialakításúak, így különböző falszerkezetekhez is megfelelően illeszkednek. A tok alapanyaga MDF vagy forgácslap, ami általában fedőfestést vagy dekorfóliát kap.

### Beltéri ajtólap típusok
A beltéri ajtólapok fedőlapja igen sokféle változatban készül. Igen gyakori a farostlemez borítás, mely színes mázolást igényel. Némely esetben ezek rátéttáblákat vagy fazonos fenyőléc kereteket kapnak, mellyel tagoltabb felületűek lesznek. Vannak idompréselt vagy mintázatra mart MDF fedőlapok. A legolcsóbb és leggyakoribb azonban a sík felületű fedőlap, melyek dekorfólia bevonattal lesznek különböző színűek és mintázatúak, hogy illeszkedjenek a beltér színvilágához.
Drágább és igényesebb megoldás a 2 mm vastag furnérral bevont ajtólap, valamint az intarzia borítás. Hasonlóan esztétikus az üvegezett változat, melyeket általában osztólécekkel tesznek tagoltabbá. Amennyiben a beltéri ajtó táblás tömörfa alapanyagú, akkor a borítás is toldásmentes, egységes felületű faanyag.

## Tolóajtó
Napjainkban egyre kedveltebbek a tolóajtók, mivel a családok lakóterülete sokszor igen kicsi, a tolóajtónak pedig kicsi a helyigénye. Legtöbbször gardrób szobáknál, beépített szekrényeknél alkalmazzák, de kicsi lakások esetében beltéri ajtókat is helyettesítenek tolóajtóval. A tolóajtó sok lehetőséget rejt magában, mivel nagyon sokféle alapanyagból készülhetnek, és színük, mintázatuk is sokféle lehet. A tolóajtó részei az ajtókeret, fogantyúprofilok, görgők és vezetősínek, a porvédő kefecsíkok és az ajtórögzítő rugók.

### Térelválasztó tolóajtó
Térelválasztó tolóajtó esetén a 10-es rendszer a megfelelő, ami a 10 mm-es forgácslapra utal. Ezeknek az ajtóknak mindkét oldala esztétikus, így alkalmas térelválasztásra. Alumínium kerettel rendelkeznek, melybe sokféle betét alkalmazható. Leggyakoribb térelválasztó tolóajtó betét tekintetében a műanyag, az üveg vagy tükör és a fa. Az alumínium keret foglalja magában a görgőket, melyen az ajtó „közlekedik”, ám ez kívülről nem látható. Egy térelválasztó tolóajtó tömege akár 50 kg is lehet.
Az is gyakori megoldás tolóajtók esetében, hogy üvegtáblákat alkalmaznak, ilyen esetben 6 mm-es üveg kerül az erre megfelelő vasalatba.

### Harmonikaajtó
A harmonikaajtó egy speciális típusa a tolóajtóknak, mely roppant helytakarékos. Kisebb lakások esetén akár az összes beltéri ajtó helyettesíthető vele. Egyes típusok duplaajtó helyettesítésére is alkalmasak. A harmonika ajtó kinyitásakor szinte a teljes ajtónyílás szabadon marad. A legtöbb esetben ezek a harmonika ajtók műanyag alapanyagúak, ebből adódóan olcsó megoldást jelentenek.

## Biztonsági ajtó
A biztonsági ajtó a mögötte található tér védelmét szolgálja. A biztonsági ajtó anyaga többféle lehet, általában fémből készül, a tok és az ajtólap speciális kialakítású, úgy, mint a beépített zárszerkezet és egyéb kiegészítői is. A biztonsági ajtó több pánttal rendelkezik, melyek anyaga általában acél vagy fém ötvözet, kialakításuk és sokféle lehet. A biztonsági ajtó biztonsági besorolását jelentősen befolyásolja az ajtóelem szerkezeti kialakítása és a kiegészítő berendezései úgy mint, zárbetétek, pántok, zárszerkezet illetve a tokszelvény valamint az ajtószárny.

### Hőszigetelt ajtók
A mai követelményeknek megfelelő hő- és hangszigetelő ajtók léteznek a legkülönfélébb anyagokból: műanyag, üveg, fém stb. Ezek lehetnek többkamrás, vízhatlan, esetleg betörés ellen védők is.

### Zárbetét
A biztonsági ajtó zárbetéte MABISZ minősítéssel rendelkezik, mely védelmet nyújt a leggyakoribb betörési technológiák ellen, melyek a következők: savazás, magkihúzás, finomnyitás, zársöprés. Egy biztonsági ajtó legalább kettő speciális biztonsági zárbetéttel rendelkezik, melyek egymástól függetlenül nyithatók és zárhatók.

### Csuklópánt
A biztonsági ajtó négy csuklópánttal rendelkezik, melyek állíthatók. A csuklópántok úgy vannak elhelyezve, hogy azok kívülről elérhetetlenek legyenek, hogy ne lehessen azokat felfeszíteni. Ebből adódóan az acéltokba vannak süllyesztve.

### Tokszelvény
A biztonsági ajtó tokszelvénye 1,5 mm vastag, ez a vastagság képes biztosítani olyan fokú merevített tokot, mely képes a mérettartásra. A mérettartás a zárszerkezet pontos illeszkedését biztosítja, használati időtől függetlenül.

### Zárszerkezet
A biztonsági ajtó 16 ponton érintkező acéltüskével rendelkezik, melyek három irány felé zárnak, az ajtó tetején, az alján, valamint a kilincs oldalán. Vannak több ponton érintkező zárszerkezetek is, a 16 ponton záródó zárszerkezet a minimális követelmény egy valódi biztonsági ajtó esetében.

### Ajtószárny
Egy biztonsági ajtó ajtószárnya 2,5 mm vastag, alapanyaga acéllemez. Belsejében külön merevítés van, melynek célja a mérettartás, hogy a zárszerkezet pontosan illeszkedjen hosszú idő múltán is, továbbá megnehezíti az ajtószárnyon keresztüli átjutást, mely így lehetetlenné válik egy illetéktelen behatoló számára.

### Acéltakaró
A zsanérok oldalán acéltakaró szükséges, mely megakadályozza a felfeszítést. A zárszerkezet biztonsága nem elegendő a biztonság érdekében. Amennyiben a biztonsági ajtó nem rendelkezik acéltakaróval a zsanér oldalán, akkor a zárat kikerülve, a tok oldala felől kifeszíthetővé válik az ajtó.

## Ajtózárak
Az ajtózárak bejárati ajtó esetén azt a célt szolgálják, hogy biztosítsák az elzárt terület védelmét behatolás ellen. A védelem érdekében a bejárati ajtó tekintetében két egymástól független ajtózár szükséges, melyek legalább 30 cm-re vannak egymástól. A biztonsági elvárásoknak a következő ajtózárak felelnek meg: kéttollú kulccsal működő minősített lamellás zár, minimum ötpontos hengerzár, 6 rotoros mágneszárral működő bevésőzár, számzár, illetve minimum 10000 variációs lehetőségű jelkombinációs zár. A zárreteszek kinyúlása meg kell, hogy haladja a 20 millimétert.
Az ajtózárak különböző módon kerülhetnek felerősítésre, bevéséssel vagy rácsavarozással. Bevésés esetén az ajtózár az ajtótestben előre kialakított üregbe kerül beépítésre, általában ezt központi zárként, vagy kiegészítő zárként alkalmazzák. A biztonság érdekében főzárként csapdás és reteszes zárakat kell alkalmazni, a kiegészítő zár reteszes bevésőzár. A biztonságot a következő jellemzők határozzák meg: zártestek külső mérete, kilincsdió és kulcsnyílás elhelyezkedése, valamint a kettő távolsága, valamint az ajtóba vésett fészek mérete. A bevésett ajtózárnak teljesen ki kell töltenie a fészket, ellenkező esetben gyengül az ajtó szilárdsága. Amennyiben ez különbözőségeket mutat, akkor ezt marással vagy kipótlással kell módosítani, így a zárszerkezet és az ajtó szilárdsága nem gyengül.
Az ajtózárak közül az biztosítja a legnagyobb védelmet, ami MABISZ minősítéssel rendelkezik, mert ezeknek a záraknak a tartóssága és igényes kivitelezése felel meg a védelem céljára. Ezek a zárak masszív felépítésűek és minőségi alapanyagból készültek.